# 砂箱

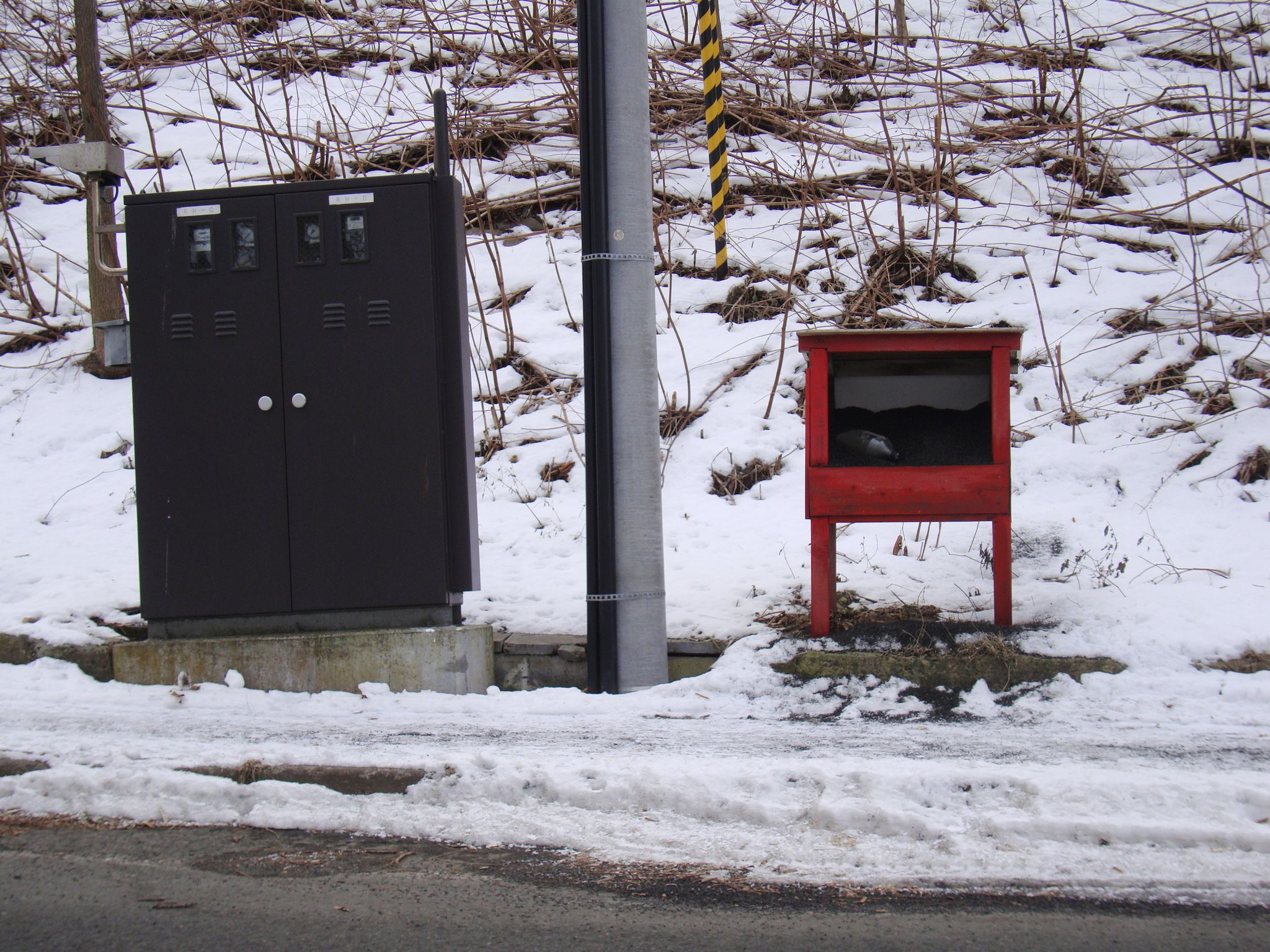
砂箱（右）

砂箱（すなばこ）とは、主に北海道などの雪や氷によって自動車や人が滑ることが想定される道路の脇に設置されている、防滑材（砂）や凍結防止材・融雪剤（塩化カルシウムなど）を配置しておくための箱である。

## 道路における砂箱
主に凍結路面で自動車が立ち往生するような急勾配、あるいは交差点などに設置されていることが多い。
歩行者向けのものは、郵便ポストほどの大きさの箱に、袋に入った砂がいくつか置いてある。歩行者や近隣住民が、自由に持ち出して歩道に撒布し、滑り止めとして使用する。砂袋の代わりに、自治体が回収したペットボトルを流用していることもある。
砂には塩分が含まれており、路面に付着した氷に定着しやすくされている。
勾配のある急カーブなどでは、自動撒布装置が設置されている場合もある。気温が一定温度以下の際に、自動的に内部の塩化カルシウム顆粒などが放出される。

## 鉄道車両における砂箱

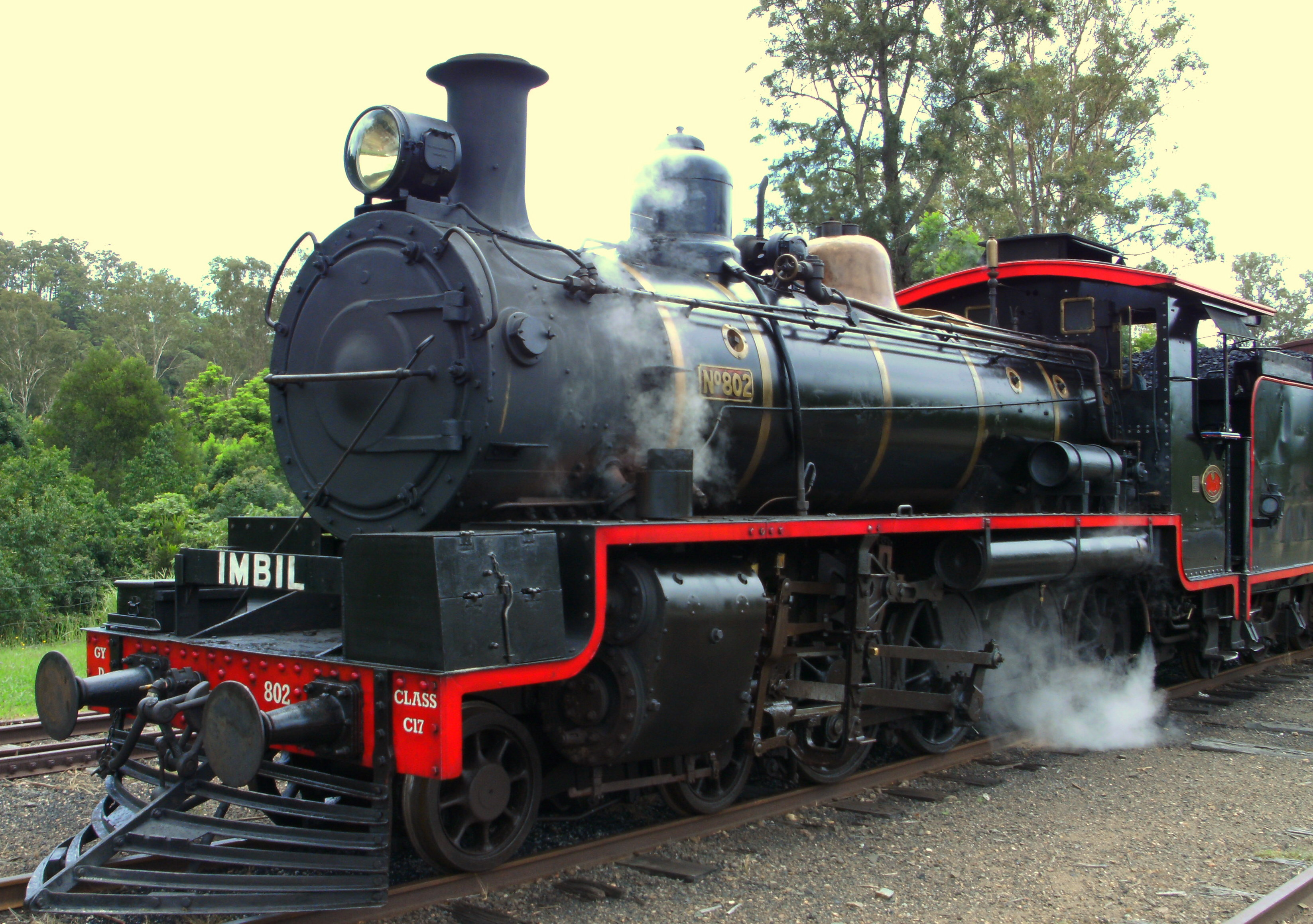
蒸気機関車のサンドドーム（手前のパイプが伸びているドーム）

詳細は砂撒き装置を参照のこと。軌条に砂を撒くことで、車輪の空転を防ぐ。電気機関車では台車の軸箱付近や車体妻面に、蒸気機関車ではボイラー上やランボード上に設置されていることが多く（特にボイラー上にあるものは一般にドーム状であったことから「サンドドーム」と呼ばれる）、一日50kgほどの砂を消費したといわれる。